# Karkat
Karkat é uma cidade na província de Badaquexão, situada no nordeste do Afeganistão.